# Peter Connolly
Peter Connolly (8 maggio 1935 – 2 maggio 2012) è stato uno storico, illustratore e modellista britannico che si è occupato dell'antica Roma, dell'antica Grecia e degli eserciti dell'antichità. Ha lavorato per l'università di Oxford come ricercatore e ha pubblicato regolarmente articoli sulle riviste inglesi Journal of Roman Military Equipment e Roman Frontier Studies.

## Biografia
Connolly ha studiato arte al Collegio di Brighton e pubblicò la prima delle sue opere nel 1975. In seguito scrisse ed illustrò con grande perizia numerosi libri sulle civiltà classiche, soprattutto per ragazzi e bambini.
Peter Connolly ha partecipato a documentari e programmi dedicati soprattutto agli eserciti e alle battaglie dell'antichità e negli anni '80 presentò la serie per ragazzi Uno sfondo archeologico ai Vangeli, dedicati ai siti e alla cultura della Giudea del I secolo; in seguito raccolse molte delle informazioni nel libro La vita al tempo di Gesù di Nazaret.
Nel 1984 divenne membro della Society of Antiquaries di Londra e l'anno successivo divenne archeologo onorario della University College di Londra.

## Opere
Non sono molti i libri tradotti in italiano, perciò tutti i titoli sono in inglese.
I libri sono scritti ed illustrati da Peter Connolly, salvo indicazione.
- Crosher, Judith (1974), The Greeks, Macdonald Educational (Illustrato da Peter Connolly).
- Connolly, Peter (1975), The Roman Army, Macdonald Educational.
- Connolly, Peter (1977), The Greek Armies, Macdonald Educational.
- Connolly, Peter (1978), Hannibal and the Enemies of Rome, Macdonald Educational.
- Connolly, Peter (1978), Armies of the Crusades, Macdonald Educational.
- Connolly, Peter (1979), Pompeii, Macdonald Educational.
- Connolly, Peter (1981), Greece and Rome at War, Macdonald Phoebus Ltd.
  - Edizione rivisitata nel 1998, Londra: Greenhill Books e Pennsylvania: Stackpole Books.
- Connolly, Peter (1983), Living in the Time of Jesus of Nazareth, Oxford University Press
  - Ristampato come A History of the Jewish People in the Time of Jesus: From Herod the Great to Masada (1987)
  - Ristampato come The Jews in the Time of Jesus: A History (1995)
  - Ristampato come The Holy Land (1999)
- Connolly, Peter (1986), The Legend of Odysseus, Oxford University Press.
  - Ristampato come The Ancient Greece of Odysseus, 1998.
- Connolly, Peter (1988), Tiberius Claudius Maximus: The Legionary, Oxford University Press.
- Connolly, Peter (1988), Tiberius Claudius Maximus: The Cavalryman, Oxford University Press.
- Hackett, John (1989), Warfare in the Ancient World, Facts On File (Illustrato da Peter Connolly).
- Coe, Michael (editor) (1989), Swords and Hilt Weapons, Grove Press (Contributi di Peter Connolly).
- Connolly, Peter (1991), The Roman Fort, Oxford University Press.
- Burrell, Roy (1991), The Romans, Oxford University Press (Illustrato da Peter Connolly).
- Connolly, Peter (1993), Greek Legends: The Stories, the Evidence, Simon and Schuster.
- Burrell, Roy  (1997), Oxford First Ancient History (Serie: Oxford First Books), Oxford University Press (Illustrato da Peter Connolly).
- Connolly, Peter (editore) (1998), The Hutchinson Dictionary of Ancient and Medieval Warfare, Routledge.
- Connolly, Peter e Hazel Dodge (1998), The Ancient City, Life in Classical Athens & Rome, Oxford University Press.
- Connolly, Peter (2001), Ancient Greece, Oxford University Press (Testi di Andrew Solway).
- Connolly, Peter (2001), Ancient Rome, Oxford University Press (Testi di Andrew Solway).
- Connolly, Peter (2003), Colosseum: Rome's Arena of Death, BBC Books.